# Premierminister (Kroatien)
Der Premierminister von Kroatien, offiziell der Premierminister der Republik Kroatien bzw. der Regierungspräsident der Republik Kroatien (kroatisch: Predsjednik / Predsjednica Vlade Republike Hrvatske), ist der Regierungschef Kroatiens und de facto der mächtigste und einflussreichste Staatsbeamte im kroatischen Regierungssystem. Nach der erstmaligen Einrichtung des Amtes im Jahr 1945 ist die Halbpräsidentschaftsperiode 1990–2000 die einzige Ausnahme, in der der Präsident Kroatiens de facto die Exekutivgewalt innehatte. In der formellen kroatischen Rangordnung ist jedoch das Amt des Premierministers das dritthöchste Staatsamt nach dem Präsidenten der Republik und dem Parlamentspräsidenten.
Die Verfassung Kroatiens schreibt vor, dass „das Parlament die Regierung überwacht“ (Artikel 81) und dass „der Präsident der Republik das ordnungsgemäße und ausgewogene Funktionieren und die Stabilität der Regierung gewährleistet“ (insgesamt, Artikel 94), während die Regierung eingeführt wird Artikel 108. Seit 2000 verfügt der Premierminister über verschiedene zusätzliche verfassungsmäßige Befugnisse und wird im Text der Verfassung in den Artikeln 87, 97, 99, 100, 101, 103, 104 vor der Regierung selbst erwähnt.
Der derzeitige Premierminister Kroatiens ist Andrej Plenković. Die kroatische Regierung tagt im Banski dvori, einem historischen Gebäude an der Westseite des Markusplatzes in Zagreb.